# Wladimir Wladimirowitsch Kara-Mursa

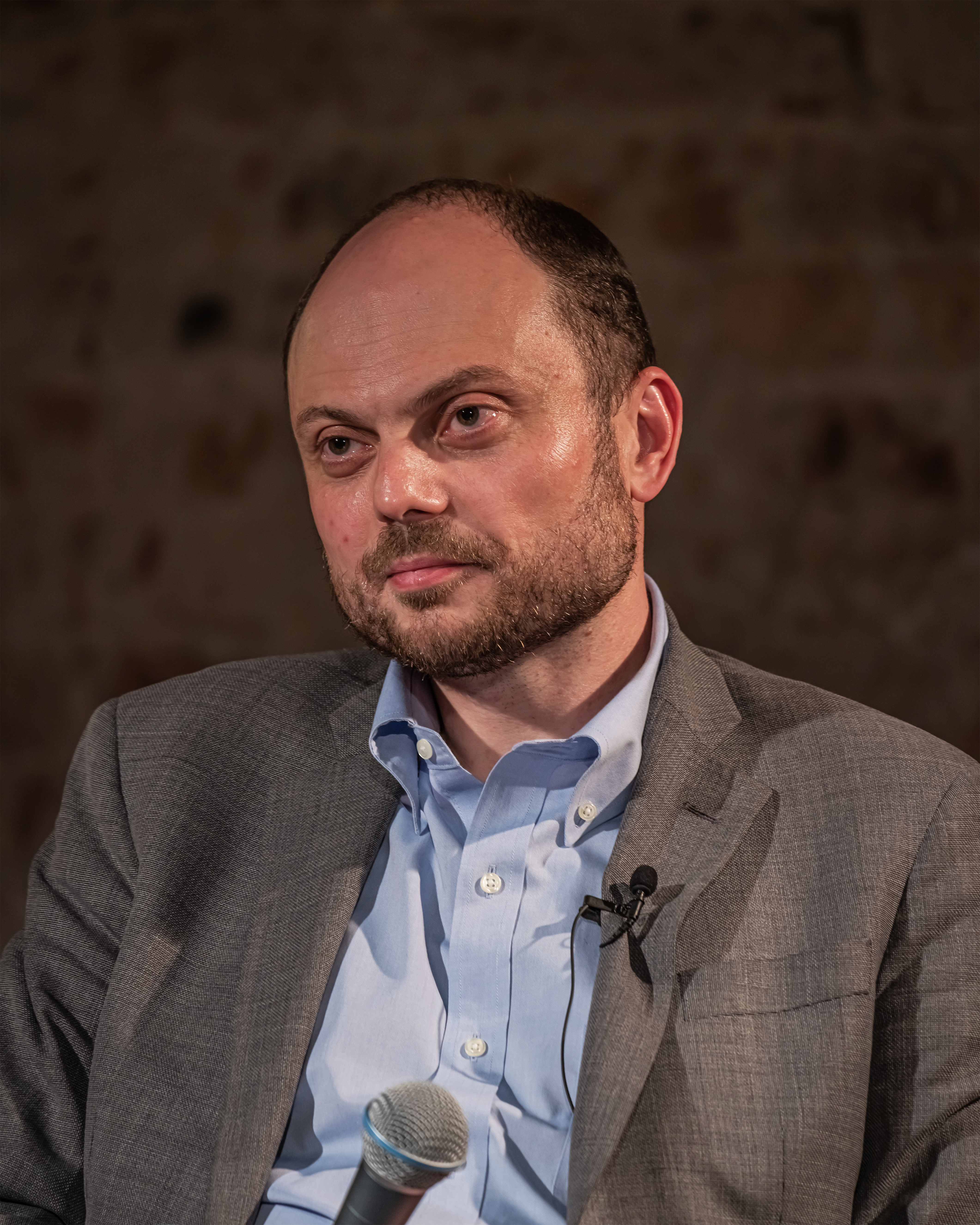
Wladimir Kara-Mursa (2024)

Wladimir Wladimirowitsch Kara-Mursa (russisch Влади́мир Влади́мирович Кара́-Мурза́; * 7. September 1981 in Moskau) ist ein russisch-britischer Politiker und Journalist.

## Leben
Als einziges Kind einer russischen Intellektuellenfamilie wuchs Kara-Mursa zunächst in Moskau auf. Nach Aussagen der Mutter in einem Essay des Spiegels hat Kara-Mursa russische, jüdische, lettische und armenische Wurzeln. Die weitere Familie war insgesamt politisch aktiv und Wladimir von den Erzählungen in der Familie über Kriegserfahrungen und unterschiedliche politische Extremsituationen einzelner Familienmitglieder geprägt. Als er 14 Jahre alt war, trennten sich die Eltern und Kara-Mursa zog mit seiner Mutter, Elena Gordon, und ihrem zweiten Mann nach London. Noch in der Schulzeit in England begann er journalistisch zu arbeiten und wurde geprägt von dem Oppositionsführer Boris Nemzow und dem sowjetischen Dissidenten Wladimir Bukowski. Er war als Journalist in den USA tätig und arbeitete acht Jahre von Washington aus für einen unabhängigen russischsprachigen TV-Sender, bis dieser aufgekauft wurde und er als Leiter des Büros zurücktrat.
Kara-Mursa war von 1999 bis 2001 Mitglied der Partei „Demokratische Wahl Russlands“. Zwischen 2001 und 2008 gehörte er zur Union der rechten Kräfte. 2003 kandidierte er in einem Moskauer Wahlbezirk für das russische Parlament. Seine Kandidatur wurde massiv durch Behördenmaßnahmen behindert, und er kam mit offiziell 8,59 Prozent der Wählerstimmen auf den zweiten Platz. Er war Berater und Freund des in Moskau 2015 ermordeten Boris Nemzow. Gemeinsam veröffentlichten sie im Januar 2004 in der Zeitung Nesawissimaja gaseta einen Artikel mit dem Titel „Über die Gefahr des Putinismus“ und waren Mitglieder des Oppositionsbündnisses Komitee 2008. Seit 2014 arbeitete Kara-Mursa für Open Russia, eine Stiftung des Kremlkritikers Michail Chodorkowski. Er war eng mit dem konservativen US-Senator John McCain befreundet, der ihn testamentarisch zu einem seiner Sargträger bestimmte.

### Giftanschläge

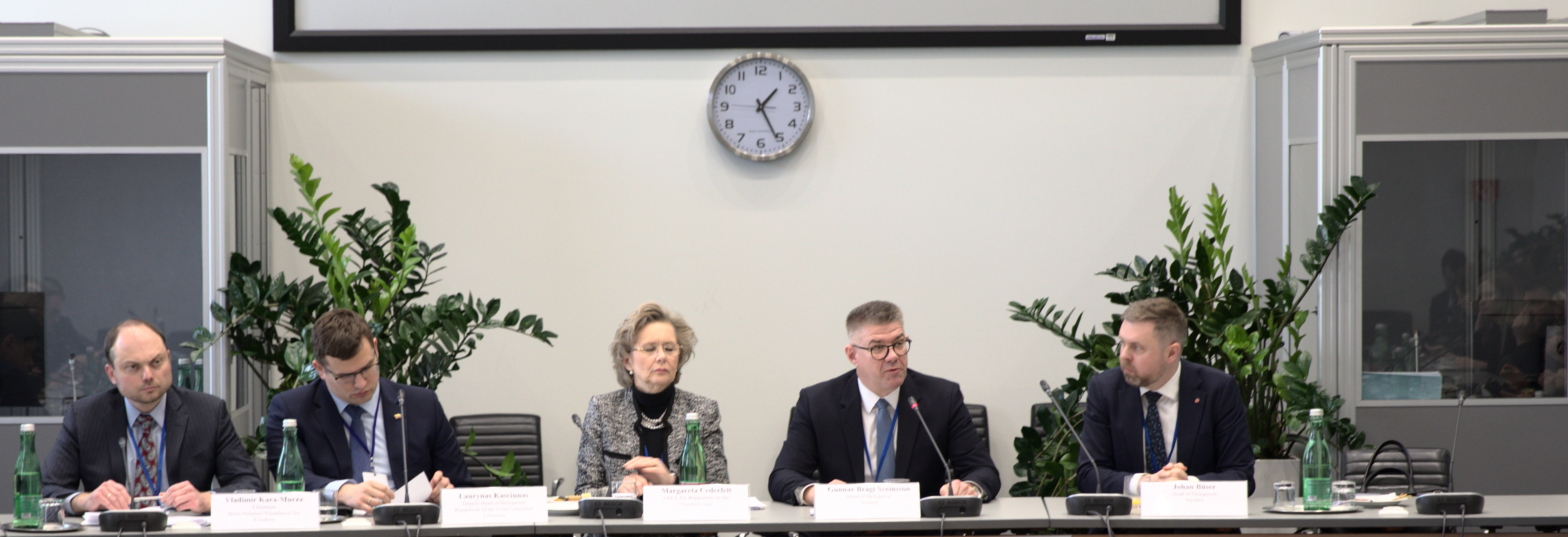
Vorstellung des Nemzow-Berichts der Parlamentarischen Versammlung der OSZE in Wien, 20. Februar 2020, Bibliotheksaal des Kongress- und Veranstaltungszentrums Hofburg. Links: Wladimir Kara-Mursa.

Im Mai 2015 lag er nach plötzlichem Nierenversagen eine Woche im Koma. Die Ärzte stellten eine schwere Vergiftung fest, konnten aber keine verursachende Substanz identifizieren. Zur medizinischen Rehabilitation verbrachte Kara-Mursa ein halbes Jahr in den USA. Seine Frau Jewgenija und seine drei Töchter leben seitdem aus Sicherheitsgründen in Washington, D.C. Seit der Ermordung Boris Nemzows wurde Kara-Mursa von Mitarbeitern des Inlandsgeheimdienstes der Russischen Föderation FSB auf seinen Reisen beschattet und überwacht.
Anfang Februar 2017 wurde Kara-Mursa wieder intensivmedizinisch behandelt. Nach Angaben seiner Frau Jewgenija stellten seine Ärzte eine Vergiftung fest. Am 19. Februar 2017 verließ Kara-Mursa Russland, um seine medizinische Behandlung im Ausland fortzusetzen. Sein Anwalt erklärte gegenüber der Presse, dass ein „toxischer Einfluss einer unbekannten Substanz“ diagnostiziert worden sei. Kara-Mursa erstritt auf gerichtlichem Wege die Freigabe von US-Geheimdokumenten über seinen Fall. Nach der plötzlichen Erkrankung des Oppositionellen Alexei Nawalny im August 2020 zeigte er sich überzeugt, dass dieser vergiftet wurde.
Laut Recherchen von Spiegel, Bellingcat und The Insider wurde Kara-Mursa im direkten Vorfeld seiner zwei Zusammenbrüche mit multiplem Organversagen im Mai 2015 und im Februar 2017 von Mitarbeitern des Geheimdienstes FSB verfolgt, die laut der Recherchegruppe auch am Giftanschlag auf Alexei Nawalny beteiligt gewesen waren. Mit dem vierten Sanktionspaket nach dem Überfall Russlands auf die Ukraine 2022 setzte die Europäische Union mit den Beschlüssen von Mitte März 2022 mehrere Personen im Zusammenhang mit Giftanschlägen auf die Liste der Sanktionen gegen Russland seit dem Überfall auf die Ukraine. In der Arte-Dokumentation Putins Weg in den Krieg ist Kara-Mursa einer von über 60 Interviewpartnern. In der Dokumentation wird nachgezeichnet, wie Wladimir Putin vom unbedeutenden KGB-Agenten zum mächtigen Präsidenten wurde. Ärzte diagnostizierten bei Kara-Mursa Polyneuropathie, wahrscheinlich als Folge der Giftanschläge.

### Inhaftierung und Verurteilung
Nach dem Beginn des russischen Überfalls auf die Ukraine am 24. Februar 2022 beschnitt die russische Regierung die Pressefreiheit in Russland weiter. Ende Februar gründete Kara-Mursa mit Garri Kasparow, Michail Chodorkowski und anderen ein Antikriegskomitee. Am 11. April 2022 wurde er vor seinem Wohnhaus in Moskau von der Polizei festgenommen und tags darauf in einem Eilverfahren zu 15 Tagen Haft verurteilt. Am 22. April 2022 wurde er in Russland als ausländischer Agent eingestuft. Außerdem wurde ein Strafverfahren wegen „Falschaussagen über die russische Armee“ eröffnet. Die Anschuldigung bezog sich auf eine Rede, die Kara-Mursa am 15. März 2022 vor dem Repräsentantenhaus des Staates Arizona gehalten hatte.
Am 17. April 2023 wurde Kara-Mursa wegen seiner öffentlichen Kritik am Ukraine-Krieg wegen Hochverrats zu 25 Jahren Strafkolonie verurteilt, der möglichen Höchststrafe und trotz seiner Polyneuropathie-Erkrankung. Ein Gericht in Moskau unter Vorsitz des Richters Sergei Podoprigorow urteilte, er sei des Hochverrats sowie weiterer Vergehen wie der Verbreitung von „Falschinformationen über die Armee“ und Arbeiten für eine „unerwünschte“ Organisation schuldig. Kara-Mursa stritt alle Vorwürfe ab und sagte wenige Tage zuvor, er bereue keine seiner Äußerungen.
Es ist die erste Verurteilung wegen Hochverrats seit dem Zerfall der Sowjetunion. Kara-Mursa wurde ursprünglich nur wegen Verbreitung von „Falschinformationen über das Militär“ angeklagt. Sein Anwalt musste vor dem Prozess fliehen, da auch er bedroht wurde. Der zuständige Richter Sergei Podoprigorow ist ein Regimetreuer, der seit der Verhaftung von Sergei Leonidowitsch Magnitski 2008 und dessen anschließender Ermordung 2009 auf einer US-Sanktionsliste steht.
Trotz extremer Geheimhaltung wurde das Schlusswort Kara-Mursas öffentlich. Darin lehnte er es ab, das Gericht um Freispruch zu bitten, und sagte unter anderem: „Verbrecher sollten für ihre Taten Buße tun. Ich hingegen sitze wegen meiner politischen Ansichten im Gefängnis. Ich weiß auch, dass der Tag kommen wird, an dem sich die Dunkelheit über unserem Land verziehen wird.“ Kara-Mursas Anwältin kündigte Berufung an.
Kara-Mursa verglich seinen Prozess mit den Schauprozessen unter Josef Stalin. Die Undurchsichtigkeit und die Missachtung der Verteidigung in seinem Prozess überträfen selbst die ,Prozesse‘ gegen sowjetische Dissidenten in den 1960er und 1970er Jahren. Ganz zu schweigen von der Härte der geforderten Strafe und dem Ausdruck ,Feind‘. Man sei damit „nicht mehr in den 1970ern, sondern schon in den 1930ern“. Die Europäische Kommission stufte das Urteil als „politisch motiviert“ ein und ein Sprecher der EU-Kommission sagte, dies sei ein weiterer Beweis dafür, dass die russischen Behörden die Justiz politisch missbrauchten, um die Gegner des Ukraine-Kriegs unter Druck zu setzen. Mitte September 2023 teilte der Anwalt Kara-Mursas in einem Facebook-Posting mit, dass sein Mandant in das Hochsicherheitsgefängnis im sibirischen Omsk verlegt wurde und dort in Einzelhaft gehalten wird. Kara-Mursa schrieb aus dem Gefängnis heraus im September 2023: „Der politische Wandel kommt in Russland stets unerwartet“ – 1905, 1917 und 1991. Und: „Ich glaube, wir können es schaffen.“
Mitte April 2024 warf Großbritanniens Außenminister und Ex-Premierminister David Cameron Russland vor, Kara-Mursa seit seiner Festnahme vor zwei Jahren „erniedrigenden und unmenschlichen Haftbedingungen“ auszusetzen. Sie zielten eindeutig darauf ab, „sein körperliches und geistiges Wohlbefinden weiter zu schädigen.“ Zwei Monate zuvor war der prominente Kreml-Kritiker Nawalny – auch er überlebte einen Giftanschlag – in einem Straflager nördlich des Polarkreises zu Tode gekommen. Cameron forderte Kara-Mursas sofortige Freilassung.
Am 30. April 2024 forderte die britische Staatsministerin im Außenministerium (Minister of State for Europe) Nusrat Ghani seine Freilassung. Sein Gesundheitszustand verschlechtere sich und die Haftbedingungen bedrohen Kara-Mursas Leben.
Im Mai 2024 bestätigte das Oberste Gericht Russlands die Haftstrafe. Im Folgemonat wurde Mursa in eine Strafkolonie in Sibirien verlegt.

### Freilassung im Jahr 2024
Am 1. August 2024 wurde Kara-Mursa im Rahmen eines größeren Gefangenenaustausches freigelassen und aus Russland ausgeflogen. Während seiner zweieinhalbjährigen Haft hat Mursa eigenen Angaben zufolge nur einmal mit seiner Frau und zweimal mit seinen Kindern telefonieren dürfen. Eigenen Angaben zufolge verweigerte er wenige Tage vor dem Gefangenenaustausch ein Gnadengesuch an Putin zu stellen, zu dem er von russischen Beamten im Gefängnis gedrängt worden war.

## Politische Standpunkte
Kara-Mursa ist aufgrund seiner Biografie, die viele Jahre des Lebens im „westlichen“, angelsächsischen Ausland umfasste, eine Besonderheit unter den russischen Oppositionellen. Diese Verbindung zum Westen ist auch ein Umstand, der ihm von staatlichen russischen Stellen häufig zum Vorwurf gemacht wurde. Die Erweiterung der NATO nach der Auflösung der Sowjetunion sah Kara-Mursa als „durchschlagenden Erfolg“ an, da diese die Grenzen der freien Welt erweitert habe. Andererseits beurteilte er die neu entstandene Ordnung der Welt als gescheitert. Der Westen habe es in den frühen 1990ern versäumt, ein demokratisches Russland in seine Weltordnung zu integrieren. Die Länder Mittel- und (Süd)Osteuropas hätten bei ihren Demokratisierungsbestrebungen in den 1990ern erhebliche Unterstützung von den transatlantischen und europäischen Institutionen erhalten, die russischen liberalen und demokratischen Kräfte dagegen so gut wie keine. In den USA setzte sich Kara-Mursa für die Inkraftsetzung der sogenannten Magnitski-Liste ein. Bei seiner Lobbyarbeit für diese Liste traf Kara-Mursa häufig mit Boris Nemzow und dem ehemaligen russischen Ministerpräsidenten Michail Kassjanow, die beide häufig in Washington waren, sowie mit führenden Vertretern des US-Kongresses zusammen. Als der politische Druck auf Kara-Mursa in Russland immer weiter zunahm, lehnte er es im Gegensatz zu vielen anderen Regimegegnern ab, das Land zu verlassen. Er habe nicht das Recht, politisch aktiv zu sein und die Leute zum Handeln aufzurufen, wenn er irgendwo anders in Sicherheit säße.

## Auszeichnung
Im Jahr 2024 wurde Kara-Mursa für vier Kolumnen, die er für die Washington Post aus dem russischen Gefängnis heraus über Putins Russland und seine Zukunft schrieb, mit dem Pulitzer-Preis in der Kategorie Kommentar ausgezeichnet.

## Reportage
- Spiegel TV: 25 Jahre Strafkolonie – Putins Rache an Kremlkritiker Wladimir Kara-Mursa, 18. Juli 2023, 16 min.
- Spiegel TV: Tausche Killer gegen Kremlkritiker, 16. September 2024, 12 min.